# 마루타 4 - 남경대학살
《마루타 4 - 남경대학살》(黑太陽─南京大屠殺, Black Sun: The Nanking Massacre)은 홍콩에서 제작된 모돈불 감독의 1995년 드라마, 전쟁 영화이다. 장량 등이 주연으로 출연하였다. 중일전쟁 중 중국 시민과 난민들에게 일본 제국 육군이 저지른 난징 대학살의 사건을 다루고 있다.

## 출연

### 주연
- 장량
- 반영
- 웅소전

### 조연
- 한진화
- 강문정
- 조화
- 반민토
- 장서하

## 기타
- 미술: 하정추

## 같이 보기
- 일본이 저지른 전쟁 범죄